# Klára Šimáčková Laurenčíková
Klára Šimáčková Laurenčíková (* 27. května 1979 Most) je česká speciální pedagožka, od května 2022 zmocněnkyně vlády Petra Fialy pro lidská práva, a od února 2023 národní koordinátorka pro adaptaci a integraci uprchlíků z Ukrajiny a náměstkyně ministra pro evropské záležitosti ČR. V letech 2009 až 2010 působila jako náměstkyně ministra školství, mládeže a tělovýchovy ČR a v letech 2011 až 2022 jako ombudsmanka na FAMU. Je bývalou členkou Strany zelených.

## Studium
V letech 1992–1997 vystudovala gymnázium v Mostě. Poté nastoupila do Jedličkova ústavu v Praze jako vychovatelka. V letech 2000–2007 absolvovala magisterské studium oboru speciální pedagogika na PedF UK v Praze, v rámci něhož v roce 2004 dva semestry studovala také na Univerzitě v Groningenu v Nizozemsku obory lidská práva, genderová studia a speciální pedagogiku. Byla spoluřešitelkou výzkumného projektu podpořeného Grantovou agenturou Univerzity Karlovy zaměřeného na problematiku pedagogické asistence. 

## Profesní kariéra
Již během studií v letech 2005-2007 nastoupila do Charity České republiky,  kde byla jmenována zástupkyní ředitelky celostátního projektu na pomoc obětem domácího násilí a obchodování s lidmi. Po ukončení studia nastoupila na Ministerstvo školství, mládeže a tělovýchovy, brzy jako ředitelka Odboru pro rovné příležitosti ve vzdělávání, následně jako náměstkyně ministra školství. Ve své gesci měla agendy inkluzivního vzdělávání, institucionální výchovy a prevence rizikového chování na školách. Vedla rovněž oddělení sociálně právní ochrany dětí na Ministerstvu práce a sociálních věcí. Je spoluzakladatelkou České odborné společnosti pro inkluzivní vzdělávání – platformy, která spojuje odborníky na problematiku inkluzivního vzdělávání z řad zástupců univerzit, nevládních organizací, škol a školských zařízení. Byla členkou poradního týmu ministryně školství a ministryně práce a sociálních věcí. Absolvovala řadu zahraničních studijních cest zaměřených na mapování vzdělávacích a sociálních systémů. Působí na ministerstvu zdravotnictví v rámci reformy péče o duševní zdraví.
Laurenčíková vede Českou odbornou společnost pro inkluzivní vzdělávání (ČOSIV) a externě přednáší na katedře speciální pedagogiky PedF UK. Spoluzaložila iniciativu Dobrý start, která usiluje o změnu systému na pomoc ohroženým dětem v ČR. Je předsedkyní Vládního výboru pro práva dítěte, členkou Rady vlády pro lidská práva, členkou Výboru pro prevenci domácího násilí a členkou think tanku Vzdělávání 21 Univerzity Karlovy. Je předsedkyní správní rady Asistence, o.p.s., členkou správní rady Nová škola, o.p.s., členkou správní rady Nadace Proměny, o.p.s. a členkou odborné rady Spolu do života, Nadačního fondu Avast. Působila jako náměstkyně ministra školství, poradkyně ministryně práce a sociálních věcí, pracovala v Jedličkově ústavu a školách s dětmi se zdravotním postižením a v Charitě ČR. Byla členkou expertního týmu evropského komisaře pro zaměstnanost, sociální věci a začleňování László Andora při tvorbě strategie Social Investment Package. Za svou podporu systémových změn v oblasti inkluzivního vzdělávání se v roce 2016 stala Ashoka Fellow doživotní členkou globální sítě sociálních inovátorů a v roce 2019 byla vyznamenána Nadací Olgy Havlové za prosazování kvality a otevřenosti vzdělávacích systémů a za aktivitu v oblasti transformace systému péče o ohrožené děti.
Dne 11. května 2022 ji vláda Petra Fialy na návrh hnutí STAN a Pirátů jmenovala zmocněnkyní pro lidská práva, aby tak nahradila Helenu Válkovou, jež z této funkce odešla v lednu téhož roku. Od ledna 2023 se navíc stala náměstkyní ministrů pro evropské záležitosti ČR Mikuláše Beka a Martina Dvořáka.

## Politické angažmá
V červenci 2009 byla delegáty krajské konference SZ zvolena na druhé místo pražské kandidátky pro předčasné volby do Poslanecké sněmovny, tyto volby se však nakonec neuskutečnily. V roce 2010 pak ve volbách do Poslanecké sněmovny za stranu v hlavním městě Praze skutečně kandidovala na šestém místě kandidátky, Strana zelených se však do parlamentu nedostala.
Za SZ kandidovala také ve volbách do Poslanecké sněmovny PČR v roce 2013 v Praze, ale opět neuspěla. V komunálních volbách v roce 2014 kandidovala jako členka SZ za subjekt „Zelená pro Prahu 2“ (tj. SZ a nezávislí kandidáti) do Zastupitelstva městské části Praha 2, ale zvolena nebyla. Jako členka Strany zelených vedla v letech 2011–2013 odbornou sekci pro sociální politiku.
Dne 1. listopadu 2023 se zúčastnila protestu na Staroměstském náměstí v Praze proti nárůstu antisemitismu ve světě a na podporu Izraele po útoku Hamásu na Izrael a během války v Pásmu Gazy. Po porušení příměří Izraelem a obnově izraelské blokády Pásma Gazy uvedla 17. května 2025 na svém profilu na sociální síti X, že „je naprosto zásadní vyvinout maximální mezinárodní tlak na Izrael s cílem zastavit masivní vyvražďování nevinných lidí” a že „špičky evropské a globální diplomacie musí akcelerovat své úsilí k zastavení genocidy, jež je na lidech v pásmu Gaza páchána.“